# Mülheim an der Ruhr

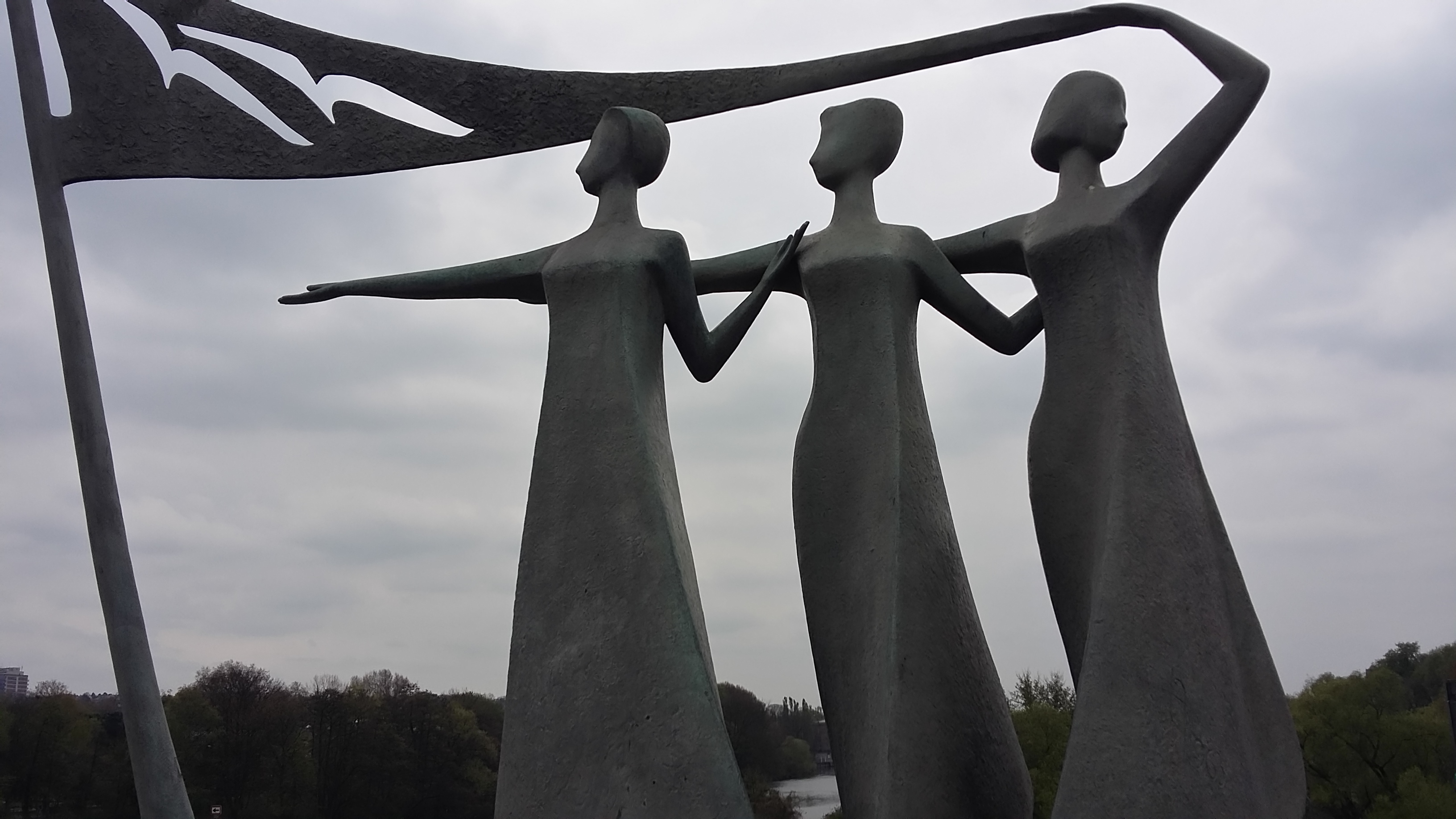
Mülheim an der Ruhr (2017), wejście do miasta

Mülheim an der Ruhr – miasto na prawach powiatu położone w zachodniej części Niemiec, w kraju związkowym Nadrenia Północna-Westfalia, w rejencji Düsseldorf, w Zagłębiu Ruhry (niem. Ruhrgebiet).

## Podział administracyjny
Miasto podzielone jest na dziewięć dzielnic (Stadtteil):
- Altstadt I
- Altstadt II
- Broich
- Dümpten
- Heißen
- Menden-Holthausen
- Saarn
- Speldorf
- Styrum

## Polityka lokalna
- Nadburmistrz: Dagmar Mühlenfeld (SPD)
- Rada miejska (po wyborach w dniu 26.09.2004):
  - SPD: 20 radnych
  - CDU: 17 radnych
  - Zieloni: 5 radnych
  - FDP: 3 radnych
  - Lokalna inicjatywa MBI: 5 radnych
  - Lokalna inicjatywa WIR AUS Mülheim: 2 radnych

## Zabytki
- Zamek Broich – zbudowany w 883, zamek obronny, mający zapobiec napadom wikingów, przebudowany w XI i XVIII wieku
- budynki z muru pruskiego na Starym Mieście, zwłaszcza tzw. Tersteegenhaus z początku XVIII wieku
- zabudowania dawnego klasztoru cystersów w dzielnicy Saarn (ok. 3 km na południe od śródmieścia) z XIII-XIX wieku

## Muzea
- Aquarius – muzeum poświęcone ekologii i gospodarce wodnej
- Haus Ruhrnatur – muzeum poświęcone florze i faunie rzeki Ruhra

## Gospodarka
W Mülheim mają swe siedziby koncerny handlu detalicznego Aldi-Süd i Tengelmann. Należące do koncernu RWE przedsiębiorstwo RWW (niem. Rheinisch-Westfälische Wasserwerksgesellschaft) zaopatruje region w wodę pitną.
Zakłady przemysłowe to m.in. należąca do koncernu Siemens fabryka generatorów Kraftwerk Union (KWU) i niegdyś należąca do koncernu Mannesmann fabryka rur (w latach siedemdziesiątych XX wieku zatrudniała ona ok. 12 tys. osób, później znaczna część produkcji została przeniesiona za granicę).

## Transport
Mülheim jest od 1862 roku podłączony do ogólnokrajowej sieci kolejowej. Na dworcu głównym można skorzystać z pociągów dalekobieżnych, regionalnych oraz podmiejskich. Oprócz stacji głównej są w mieście jeszcze dwa dworce Mülheim West oraz Mülheim Styrum, które mają znaczenie dla ruchu podmiejskiego.

## Współpraca
Miejscowości partnerskie:
- Turcja: Beykoz – dzielnica Stambułu
- Wielka Brytania: Darlington
- Palestyna: Kalkilja
- Izrael: Kefar Sawa
- Finlandia: Kouvola, Kuusankoski
- Polska: Opole
- Francja: Tours